# Елк-Гроув (Вісконсин)
Елк-Гроув (англ. Elk Grove) — місто (англ. town) в США, в окрузі Лафаєтт штату Вісконсин. Населення — 566 осіб (2020).

## Демографія
Згідно з переписом 2010 року, у місті мешкала 551 особа в 166 домогосподарствах у складі 140 родин. Було 176 помешкань
Расовий склад населення:
| - 95,3 % — білих - 1,1 % — азіатів - 0,7 % — корінних американців - 0,2 % — чорних або афроамериканців - 2,2 % — осіб інших рас |

До двох чи більше рас належало 0,5 %. Частка іспаномовних становила 2,9 % від усіх жителів.
За віковим діапазоном населення розподілялося таким чином: 37,0 % — особи молодші 18 років, 54,5 % — особи у віці 18—64 років, 8,5 % — особи у віці 65 років та старші. Медіана віку мешканця становила 29,1 року. На 100 осіб жіночої статі у місті припадало 116,1 чоловіків;  на 100 жінок у віці від 18 років та старших — 118,2 чоловіків також старших 18 років.
Середній дохід на одне домашнє господарство  становив 80 556 доларів США (медіана — 77 500), а середній дохід на одну сім'ю — 82 416 доларів (медіана — 79 219). Медіана доходів становила 42 500 доларів для чоловіків та 36 875 доларів для жінок. За межею бідності перебувало 8,0 % осіб, у тому числі 7,1 % дітей у віці до 18 років та 19,0 % осіб у віці 65 років та старших.
Цивільне працевлаштоване населення становило 278 осіб. Основні галузі зайнятості: сільське господарство, лісництво, риболовля — 41,4 %, освіта, охорона здоров'я та соціальна допомога — 12,9 %, роздрібна торгівля — 12,2 %.